# SRG SSR
 Der er for få eller ingen kildehenvisninger i denne artikel, hvilket er et problem. Du kan hjælpe ved at angive troværdige kilder til de påstande, som fremføres i artiklen.

SRG SSR (fra 1999-2011 SRG SSR idée suisse) (tysk forkortelse for Die Schweizerische Radio- und Fernsehgesellschaft, fransk: Société suisse de radiodiffusion et télévision, italiensk: Società svizzera di radiotelevisione) er Schweiz' statsejede public service-medievirksomhed, der som led i sin public service-kontrakt med staten sender radio og tv på alle Schweiz' fire officielle sprog.
Virksomheden blev grundlagt i 1931 og finansieres hovedsageligt via licens, mens en mindre andel af indtægterne hidrører fra reklamer og sponsorater.
SRG SSR er opdelt i fem divisioner:
- Schweizer Radio und Fernsehen: Tysksproget radio og tv
- Radio télévision suisse: Fransksproget radio og tv
- Radiotelevisione svizzera di lingua italiana: Italiensksproget radio og tv
- Radio Television Rumantscha: Rætoromansk radio og television
- Swiss Radio International / Swissinfo: Programmer rettet med schweizere i udlandet samt swissinfo.ch